# Jean-Claude Petit
Jean-Claude Petit (nacido el 14 de noviembre de 1943) es un compositor francés y arreglista, nacido en Vaires-sur-Marne. Después ser acompañante de jazz en su niñez, Petit fue al Conservatorio de París, donde  estudió armonía y contrapunto. Compuso los arreglos de cuerda para el álbum  Le Charla Bleu de Visón DeVille, y colaboró en algunos sencillos de la música popular francesa en los 1960s, incluyendo aquellos de Erick Santo-Laurent y de las chicas yeyé Christine Pilzer y Monique Thubert.
En 1973  compuso La leçon de Michette. La canción era popular en Italia debido a su uso en la banda sonora de un popular Carosello (de la televisión italiana) de 1973 a 1976.
Pese a ser negro musical para el director Michel Magne, Petit no consiguió crédito para sus bandas sonoras en la industria del cine sino hasta cumplidos sus 36 años.
1979 vio su primera película importante (Tusk, de Alexandro Jodorowsky), pero para entonces ya tenía una década de estar publicando discos, incluyendo al menos cuatro para Chappell, así como su álbum Chez Jean-Claude Petit, publicado al inicio de los 1970s.  En 1976  colaboró con Pierre Delanoë, Toto Cutugno, Vito Pallavicini en una muy popular y música funky para Mireille Mathieu llamada Ciao Bambino, lo lamento. Además,  colaboró frecuentemente  con el compositor de bandas sonoras francés Jack Arel: la producción más famosa de la pareja, Psychedelic Portrait, apareció en un episodio de la serie de televisión El Prisionero. Sus musicalizaciones para El Regreso de los Mosqueteros (1989) y Cyrano de Bergerac (1990) es quizá su trabajo mejor conocido internacionalmente. En 1995  fue nominado para un premio Victoires de la Musique en banda sonora del año para L'Etudiante Etranger.  Jean Claude condujo y arregló para Billy Vaughn de la American Orchestra en los 1970s al menos dos discos "An Old Fashioned Love Song" y "Greatest Country Hits". Este último incluye además una canción original de Jean Claude: Walk A Country Mile.
También hizo música para otras películas como Lumumba (2000) o First Growth (2015). Su última obra musical en este ámbito fue Through the Mill (2017), una película para televisión.